# Зибиров, Драмир Ирфанович
Драми́р Ирфа́нович Зиби́ров (род. 14 декабря 1986, Вольск, СССР) — российский профессиональный баскетболист, играющий на позиции разыгрывающего защитника.

## Карьера
Драмир родился в Вольске, Саратовской области. Мать — преподаватель школы, отец работает в строительной сфере; кроме Драмира в семье есть ещё один ребёнок. В детстве увлекался футболом, лёгкой атлетикой, боксом, но остановил, в конечном счёте, свой выбор на баскетболе.
В 14 лет Драмир переехал в Саратов, где стал заниматься в системе «Автодора». В его же составе выиграл в сезоне 2002/2003 юношеское первенство России. Тогда же защитник начал привлекаться в сборные страны по своему возрасту. В 16 лет Драмир дебютировал в основном составе «Автодора».
В 2005 году перешёл в петербургское «Динамо», с которым выиграл Евролигу ФИБА. Затем в 2006 году оказался в краснодарском «Локомотиве», который покинул три года спустя, перейдя в московское «Динамо».
Сезон 2010/2011 Драмир провёл в «Северстали», а на следующий год перебрался в ростовский «Атаман».
Игра плеймейкера ростовчан не осталась незамеченной и Зибирова вновь позвали в ПБЛ, в БК «Нижний Новгород», где на предсезонном турнире во французском Бресте он был признан лучшим игроком. Однако, в начале сезона Зибиров оказался на скамейке запасных и принял участие лишь в Кубке России.
В марте 2013 года Зибиров перешёл в «Рязань». В сезоне 2014/2015 защитник принял участие в 40 матчах, проводя на площадке в среднем 31,39 минуты. Статистические показатели: 14,2 очка, 3,6 передачи, 2,3 перехвата, 3,1 подбора.
В августе 2016 года заключил контракт с «Сахалином», с которым дошёл до финала Кубка России. В 30 матчах Зибиров в среднем набирал 12,5 очка (38,9% трехочковые), 3,8 передачи, 2,6 подбора за 29,8 минуты.
В июне 2017 года вернулся в «Автодор», подписав двухлетний контракт по схеме «1+1».
В июне 2019 года Зибиров стал игроком «Уралмаша».
В августе 2020 года Зибиров принял решение завершить профессиональную карьеру.

## Сборная России
В 2009 году Зибиров получил приглашение в студенческую сборную России, в составе которой под руководством известного специалиста Сергея Белова стал «серебряным» призёром летней Универсиады в Сербии, где команда уступила в решающем матче хозяевам. Зибирову было присвоено почетное звание «Мастер спорта России международного класса».

## Достижения

### Клубные
- Чемпион Лиги ФИБА-Европа: 2004/2005
- Бронзовый призёр Суперлиги-1 дивизион: 2018/2019
- Серебряный призёр Кубка России: 2016/2017

### Сборная России
- Серебряный призёр Универсиады: 2009

## Статистика
| Сезон                                                                                   | Команда         | Лига                             | GP | GS | MPG  | FG%  | 3P%  | FT%   | RPG | APG | SPG | BPG | PPG |  |
| 2009/10                                                                                 | Динамо Москва   | Кубок Европы                     | 4  | 0  | 12,0 | 36,4 | 33,3 | 66,7  | 1,3 | 0,3 | 1,3 | 0,0 | 4,3 |  |
| 2012/13                                                                                 | Все клубы       | Все лиги                         | 16 | 0  | 5,1  | 50,0 | 40,0 | 71,4  | 0,6 | 0,4 | 0,4 | 0,0 | 2,3 |  |
| 2012/13                                                                                 | Нижний Новгород | Единая лига ВТБ                  | 11 | 0  | 5,9  | 52,2 | 50,0 | 33,3  | 0,7 | 0,4 | 0,5 | 0,0 | 2,6 |  |
| 2012/13                                                                                 | Нижний Новгород | ПБЛ                              | 10 | 0  | 2,3  | 40,0 | 0,0  | 100,0 | 0,2 | 0,2 | 0,0 | 0,0 | 0,8 |  |
| 2017/18                                                                                 | Все клубы       | Все лиги                         | 25 | 1  | 7,8  | 40,4 | 31,0 | 62,5  | 0,4 | 0,7 | 0,4 | 0,0 | 2,1 |  |
| 2017/18                                                                                 | Автодор         | Единая лига ВТБ                  | 15 | 1  | 7,7  | 45,2 | 36,8 | 50,0  | 0,3 | 0,9 | 0,2 | 0,0 | 2,5 |  |
| 2017/18                                                                                 | Автодор         | Квалификация Лиги чемпионов ФИБА | 5  | 0  | 6,3  | 16,7 | 0,0  | 100,0 | 0,4 | 0,4 | 0,6 | 0,0 | 0,8 |  |
| 2017/18                                                                                 | Автодор         | Кубок ФИБА Европы                | 5  | 0  | 9,5  | 40,0 | 40,0 | 50,0  | 0,4 | 0,4 | 1,0 | 0,2 | 2,2 |  |
|                                                                                         |                 | Всего                            | 45 | 1  | 7,2  | 43,0 | 33,3 | 66,7  | 0,5 | 0,5 | 0,5 | 0,0 | 2,4 |  |
| Наведите курсор мыши на аббревиатуры в заголовке таблицы, чтобы прочесть их расшифровку |                 |                                  |    |    |      |      |      |       |     |     |     |     |     |  |